# كعكة سوجي
كعكة سوجي هي كعكة مصنوعة من السميد، اللوز، الزبدة المخبوزة، البيض والبراندي، ومغطاة اختياريًا بالمرزبان وسكر الجليد الملكي.  تُخبز الكعكة عادةً خلال المناسبات والأعياد مثل عيد الميلاد،  من قبل أعضاء المجتمع في سنغافورة.  تعود أصول كلمة سوجي إلى الكلمة الهندوستانية التي تعني «السميد» (सूजी). كعكة سوجي تشبه كعكة الحب السريلانكية التي نخبز خلال عيد الميلاد من قبل شعب برغر، والتي تستخدم الكاجو بدلاً من اللوز.

## التغييرات
في عام 2020، قامت سلسلة المطاعم الأمريكية شيك شاك بتعديل نكهة كعكة سوجي في إصدار محدود من اللبن المخفوق، يُطلق عليه اسم «سوجي بوجي»، في منافذ بيعها في سنغافورة.